# Пяртлі Костянтин Петрович
Пяртлі Костянтин Петрович (*15 листопада 1899 року — 1986) — український економіко-географ, кандидат географічних наук, доцент Київського національного університету імені Тараса Шевченка.

## Біографія
Народився 15 листопада 1899 року в Могильові Подільської губернії, тепер Могилів-Подільський Вінницької області. У 1916–1921 роках — студент природничо-філологічного факультету Київського університету. У 1920–1923 роках — інструктор в Українлісі. У 1923 році працював вчителем середньої школи № 46 міста Києва. У 1924–1926 роках доцент Київського механічного інституту. Закінчив у 1927 році факультет профосвіти Київського інституту народної освіти. У 1934–1935 — викладач географії та економ-географії Київської міської партійної школи. У Київському університеті з 1935 року викладає на кафедрі економічної географії. Кандидатська дисертація «Дослідження економіки Японії» захищена в 1939 році. Учасник Другої світової війни. У 1946–1947, 1953–1959 роках завідувач кафедри економічної географії. У 1947–1961 роках директор науково-дослідного інституту географії. У 1954–1956 роках — декан географічного факультету Київського університету.

## Нагороди і відзнаки
Нагороджений орденами Леніна і Великої Вітчизняної війни І ступеня.

## Наукові праці
Фахівець з методології економічної географії, теорії економіки, історії економічної географії. Автор 45 наукових праць. Основні праці:
1. Нариси з методології і методики економічної географії капіталістичних країн. — К., 1941.
2. Розміщення чорної металургії УРСР. — К., 1949.
3. Історизм в трактуванні географічного середовища в економічній географії. — К., 1949.
4. (рос.) Страны Африки: краткое справочное пособие по экономической географии. — М.: Учпедгиз, 1955 (у співавторстві).
5. (рос.) Страны Европы: краткое справочное пособие по экономической географии. — М.: Учпедгиз, 1958 (у співавторстві).